# Ihar Astapkovič
Ihar Vjačaslavavič Astapkovič (in bielorusso Ігар Вячаслававіч Астапковіч?; in russo Игорь Вячеславович Астапкович?, Igor' Vjaceslavovič Astapkovič; Hrodna, 4 gennaio 1963) è un ex martellista che rappresentò l'Unione Sovietica fino al 1991 e, successivamente, la Bielorussia fino al 2004, anno di fine attività.
Tra il 1992 e il 2004 fu presente a quattro edizioni dei giochi olimpici (le tre più recenti delle quali per la Bielorussia) nel corso delle quali si aggiudicò due medaglie, oltre a un titolo di campione europeo nel 1990.
Per ventuno stagioni consecutive fu tra i migliori 25 atleti mondiali della sua specialità.

## Biografia
Ha partecipato ai Giochi olimpici di Barcellona 1992, in rappresentanza della Squadra unificata, invece ai Giochi di Atlanta 1996, Sydney 2000 ed Atene 2004 in rappresentanza della Bielorussia.

## Record del mondo Masters
- Lancio del martello M35: 83,62 m (Staiki, 20 giugno 1998) [3]
- Lancio del martello M40: 82,23 m (Minsk, 10 luglio 2004) [3]

## Progressione
| Stagione | Risultato | Luogo       | Data      | Rank. Mond. |
| -------- | --------- | ----------- | --------- | ----------- |
| 2004     | 82,23 m   | Minsk       | 10-7-2004 | 6º          |
| 2003     | 81,35 m   | Brėst       | 10-7-2003 | 7º          |
| 2002     | 81,97 m   | Homel'      | 25-5-2002 | 8º          |
| 2001     | 82,76 m   | Minsk       | 13-7-2001 | 4º          |
| 2000     | 82,58 m   | Staiki      | 18-8-2000 | 1º          |
| 1999     | 80,12 m   | Staiki      | 3-8-1999  | 12º         |
| 1998     | 83,62 m   | Staiki      | 20-6-1998 | 2º          |
| 1997     | 82,44 m   | Homel'      | 2-7-1997  | 4º          |
| 1996     | 81,76 m   | Staiki      | 13-7-1996 | 3º          |
| 1995     | 82,60 m   | Szombathely | 29-5-1995 | 2º          |
| 1994     | 83,14 m   | Roma        | 8-6-1994  | 2º          |
| 1993     | 82,28 m   | Siviglia    | 5-6-1993  | 3º          |
| 1992     | 84,62 m   | Siviglia    | 6-6-1992  | 1º          |
| 1991     | 84,26 m   | Reims       | 3-7-1991  | 1º          |
| 1990     | 84,14 m   | Spalato     | 31-8-1990 | 2º          |
| 1989     | 82,52 m   | Brjansk     | 15-7-1989 | 2º          |
| 1988     | 83,44 m   | Staiki      | 31-7-1988 | 5º          |
| 1987     | 82,96 m   | Novopolotsk | 26-9-1987 | 2º          |
| 1986     | 80,68 m   | Minsk       | 1-6-1986  | 10º         |
| 1985     | 80,16 m   | Novopolotsk | 7-9-1985  | 11º         |
| 1984     | 79,98 m   | Vicebsk     | 15-7-1984 | 13º         |
| 1983     | 75,02 m   | Hrodna      | 16-5-1983 | 53º         |

## Palmarès
| Anno | Manifestazione  | Sede       | Evento              | Risultato | Prestazione | Note  |
| ---- | --------------- | ---------- | ------------------- | --------- | ----------- | ----- |
| 1987 | Universiadi     | Zagabria   | Lancio del martello | Oro       | 78,46 m     | [ 4 ] |
| 1989 | Universiadi     | Duisburg   | Lancio del martello | Oro       | 80,56 m     | [ 4 ] |
| 1990 | Europei         | Spalato    | Lancio del martello | Oro       | 84,14 m     | [ 4 ] |
| 1991 | Mondiali        | Tokyo      | Lancio del martello | Argento   | 80,94 m     | [ 4 ] |
| 1992 | Giochi olimpici | Barcellona | Lancio del martello | Argento   | 81,98 m     | [ 5 ] |
| 1993 | Mondiali        | Stoccarda  | Lancio del martello | Argento   | 79,88 m     | [ 6 ] |
| 1994 | Europei         | Helsinki   | Lancio del martello | Argento   | 80,40 m     | [ 6 ] |
| 1995 | Mondiali        | Göteborg   | Lancio del martello | Argento   | 81,10 m     | [ 6 ] |
| 1996 | Giochi olimpici | Atlanta    | Lancio del martello | 7º        | 78,20 m     | [ 6 ] |
| 1997 | Mondiali        | Atene      | Lancio del martello | 5º        | 79,70 m     | [ 6 ] |
| 1998 | Europei         | Budapest   | Lancio del martello | 7º        | 77,81 m     | [ 6 ] |
| 1999 | Mondiali        | Siviglia   | Lancio del martello | 9º        | 76,02 m     | [ 6 ] |
| 2000 | Giochi olimpici | Sydney     | Lancio del martello | Bronzo    | 79,17 m     | [ 6 ] |
| 2001 | Mondiali        | Edmonton   | Lancio del martello | 7º        | 79,72 m     | [ 6 ] |
| 2003 | Mondiali        | Parigi     | Lancio del martello | 12º       | nm          | [ 6 ] |
| 2004 | Giochi olimpici | Atene      | Lancio del martello | 8º        | 76,22 m     | [ 6 ] |

## Altre competizioni internazionali
1991
- Coppa Europa di atletica leggera ( Francoforte)

1992
- Oro al Golden Gala - IAAF Golden League ( Roma), lancio del martello - 81,58 m[7]

1993
- Oro al Golden Gala - IAAF Golden League ( Roma), lancio del martello - 83,14 m[7]

1994
- Oro al Golden Gala - IAAF Golden League ( Roma), lancio del martello - 79,26 m[7]

2002
- Oro al Golden Gala - IAAF Golden League ( Roma), lancio del martello - 80,79 m[7]